# جبهه خلق آذربایجان
حزب جبهه خلق آذربایجان (به ترکی آذربایجانی: Azərbaycan Xalq Cəbhəsi Partiyası آذربایجان خالق جبهه‌سی پارتیاسی) ائتلاف چند گرایش سیاسی در جمهوری آذربایجان است که در اواخر دهه ۸۰ میلادی سده گذشته از ترکیب و ائتلاف چند گروه سیاسی کوچک‌تر به وجود آمده‌است.
این جبهه برای مقابله با اشغال منطقه قره باغ توسط ارمنستان به وجود آمد. اولین رئیس‌جمهور منتخب بعد از استقلال آذربایجان ابوالفضل ایلچی بیگ یکی از بنیان‌گذاران و رهبر این جبهه بود.
جبهه خلق آذربایجان از سال ۱۹۹۶ در اپوزیسیون با دولت جمهوری آذربایجان قرار دارد.

## اتهام دست داشتن در کشتار خوجالی
ایاز مطلب‌افرئیس جمهور سابق آذربایجان و همچنین سید حسن عاملی امام جمعه اردبیل این ائتلاف را به طراحی کشتار خوجالی جهت سقوط دولت ایاز مطلب‌اف و رسیدن به قدرت متهم کرده‌اند.